# تپه گرد مورو
تپه گرد مورو مربوط به هزاره سوم قبل از میلاد است و در شهرستان پیرانشهر، بخش مرکزی، دهستان منگور غربی، روستای گرد شیطان واقع شده و این اثر در تاریخ ۲۵ آبان ۱۳۸۷ با شمارهٔ ثبت ۲۳۵۵۶ به‌عنوان یکی از آثار ملی ایران به ثبت رسیده است.